# Ian McKellen
Sir Ian Murray McKellen (Burnley, Lancashire, 25 de maio de 1939) é um ator britânico. Com uma carreira de mais de seis décadas, é conhecido por suas atuações na tela e no palco em gêneros que vão desde dramas Shakespearianos e teatro moderno até filmes e trabalhos de fantasia e ficção científica. Considerado um ícone cultural britânico, ele recebeu incontáveis prêmios e honrarias, incluindo um Tony Award, um Golden Globe Award e seis Laurence Olivier Awards, além de nomeações para dois Óscares, cinco BAFTA Awards e cinco Primetime Emmy Awards.

## Biografia
Ian McKellen iniciou sua carreira profissional em 1961, no Belgrade Theatre, como membro de sua conceituada companhia de repertório. Em 1965, McKellen fez sua primeira aparição nos famosos teatros de West End. Em 1969, foi convidado para se juntar ao Prospect Theatre Company para assumir o papel principal nas peças Richard II (de Shakespeare) e Edward II (de Marlowe), com ele se estabelecendo firmemente como um dos principais atores clássicos do país. Na década de 1970, McKellen se tornou um membro forte da Royal Shakespeare Company e da Royal National Theatre. Em 1981, ele recebeu sua primeira nomeação para o Tony Award e venceu na premiação de Melhor Ator por seu papel como Antonio Salieri na peça Amadeus. Ele alcançou fama mundial por seus papéis no cinema, incluindo o papel principal no filme Richard III (1995), James Whale em Gods and Monsters (1998), Magneto nos filmes da série X-Men e como Gandalf nas trilogias The Lord of the Rings e The Hobbit. A BBC afirmou como as suas performances "garantiram a ele um lugar no cânone dos atores ingleses de teatro e cinema".
McKellen foi feito cavaleiro em 1991 por serviços às artes cênicas e foi nomeado Companheiro de Honra por serviços prestados ao drama e à igualdade nas honras de Ano Novo de 2008. Ele declarou que era homossexual em 1988 e desde então tem defendido pautas dos Movimentos civis LGBT pelo mundo. Por sua contribuição social, ele recebeu o prêmio Freedom of the City of London em outubro de 2014.

## Vida pessoal

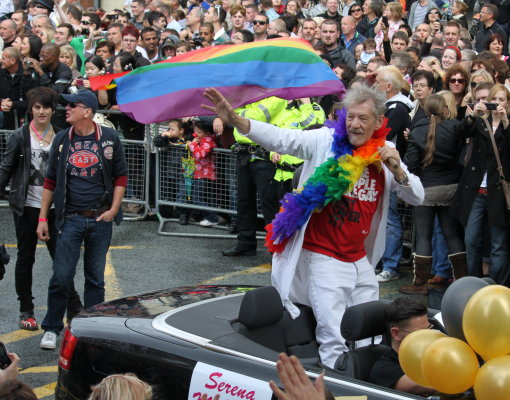
McKellen em 2010

O ator foi eleito o homossexual mais influente do Reino Unido em pesquisa publicada pelo jornal The Independent. A lista marcava o final do Europride, um festival anual do orgulho gay que, neste ano, reuniu 40 mil pessoas em duas semanas de eventos.
McKellen assumiu sua homossexualidade no final da década de 1980, e é co-fundador do grupo de Stonewall, que faz campanhas pelos direitos dos homossexuais. Quando lançava O Código Da Vinci no Festival de Cannes, fez piadas quando perguntado sobre a polêmica do filme com a Igreja Católica: "Sei que a Igreja tem problemas com os gays. Essa é uma boa notícia para eles: Jesus não era gay!", disse.

## Filmografia

### Filmes
| Ano  | Título                                            | Título em português                       | Papel                     | Notas                                        |
| ---- | ------------------------------------------------- | ----------------------------------------- | ------------------------- | -------------------------------------------- |
| 1969 | The Promise                                       |                                           | Leonidik                  |                                              |
| 1969 | Alfred the Great                                  | Alfredo, O Grande                         | Roger                     |                                              |
| 1969 | A Touch of Love                                   |                                           | George Matthews           |                                              |
| 1981 | Priest of Love                                    | Escândalo de Amor                         | D. H. Lawrence            |                                              |
| 1983 | The Keep                                          | A Fortaleza Infernal                      | Dr. Theodore Cuza         |                                              |
| 1985 | Plenty                                            |                                           | Sir Andrew Charleson      |                                              |
| 1985 | Zina                                              |                                           | Arthur Kronfeld           |                                              |
| 1989 | Scandal                                           | Escândalo: A História que Seduziu o Mundo | John Profumo              |                                              |
| 1990 | Othello                                           |                                           | Iago                      |                                              |
| 1993 | Six Degrees of Separation                         | Seis Graus de Separação                   | Geoffrey Miller           |                                              |
| 1993 | The Ballad of Little Jo                           | Uma Balada Para Jo                        | Percy Corcoran            |                                              |
| 1993 | Last Action Hero                                  | O Último Grande Herói                     | Morte                     |                                              |
| 1994 | To Die For                                        | Drag Queen - Uma Paixão do Outro Mundo    | Narrador de documentário  | Voz                                          |
| 1994 | The Shadow                                        | O Sombra                                  | Dr. Reinhardt Lane        |                                              |
| 1994 | I'll Do Anything                                  | Disposto a Tudo                           | John Earl McAlpine        |                                              |
| 1995 | Restoration                                       | O Outro Lado da Nobreza                   | Will Gates                |                                              |
| 1995 | Richard III                                       | Ricardo III                               | Ricardo III               | Também roteirista                            |
| 1995 | Jack & Sarah                                      |                                           | William                   |                                              |
| 1997 | Swept from the Sea                                | Trazido pelo Mar                          | Dr. James Kennedy         |                                              |
| 1997 | Bent                                              |                                           | Uncle Freddie             |                                              |
| 1998 | Gods and Monsters                                 | Deuses e Monstros                         | James Whale               | Indicado ao Oscar de Melhor Ator             |
| 1998 | Apt Pupil                                         | O Aprendiz                                | Kurt Dussander            |                                              |
| 2000 | X-Men                                             | X-Men: O Filme                            | Erik Lensherr/Magneto     |                                              |
| 2001 | The Lord of the Rings: The Fellowship of the Ring | O Senhor dos Anéis: A Sociedade do Anel   | Gandalf                   | Indicado ao Oscar de Melhor Ator Coadjuvante |
| 2002 | The Lord of the Rings: The Two Towers             | O Senhor dos Anéis: As Duas Torres        | Gandalf                   |                                              |
| 2003 | X2                                                | X-Men 2                                   | Erik Lensherr/Magneto     |                                              |
| 2003 | Emile                                             |                                           | Emile                     |                                              |
| 2003 | The Lord of the Rings: The Return of the King     | O Senhor dos Anéis: O Retorno do Rei      | Gandalf                   |                                              |
| 2004 | Eighteen                                          |                                           | Jason Anders envelhecido  |                                              |
| 2006 | Flushed Away                                      | Por Água Abaixo                           | Sapão                     | Voz                                          |
| 2006 | The Da Vinci Code                                 | O Código da Vinci                         | Sir Leigh Teabing         |                                              |
| 2006 | X-Men: The Last Stand                             | X-Men: O Confronto Final                  | Erik Lensherr/Magneto     |                                              |
| 2007 | Stardust                                          | Stardust: O Mistério da Estrela           | Narrador                  | Voz                                          |
| 2007 | The Golden Compass                                | A Bússola de Ouro                         | Iorek Byrnison            | Voz                                          |
| 2012 | The Hobbit: An Unexpected Journey                 | O Hobbit: Uma Jornada Inesperada          | Gandalf                   |                                              |
| 2013 | The Wolverine                                     | Wolverine: Imortal                        | Erik Lensherr/Magneto     | Cena pós créditos                            |
| 2013 | The Hobbit: The Desolation of Smaug               | O Hobbit: A Desolação de Smaug            | Gandalf                   |                                              |
| 2014 | X-Men: Days of Future Past                        | X-Men: Dias de um Futuro Esquecido        | Erik Lensherr/Magneto     | Papel divido com Michael Fassbender          |
| 2014 | The Hobbit: The Battle of the Five Armies         | O Hobbit: A Batalha dos Cinco Exércitos   | Gandalf                   |                                              |
| 2015 | Mr. Holmes                                        | Sr. Sherlock Holmes                       | Sherlock Holmes           |                                              |
| 2017 | Beauty and the Beast                              | A Bela e a Fera                           | Cogsworth\Horloge         |                                              |
| 2017 | Animal Crackers                                   | É o Bicho!                                | Horatio P. Huntington     | Voz                                          |
| 2018 | All Is True                                       | A Pura Verdade                            | Conde de Southampton      |                                              |
| 2019 | The Good Liar                                     | A Grande Mentira                          | Roy Courtnay              |                                              |
| 2019 | Cats                                              | Cats                                      | Gus                       |                                              |
| 2021 | Infinitum: Subject Unknown                        | Infinitum: Perigo invisível               | Dr. Charles Marland-White |                                              |
| 2023 | The One Note Man                                  |                                           | Storyteller               | Papel de voz; curta-metragem                 |
| 2023 | The Critic                                        | O Crítico                                 | Jimmy Erskine             |                                              |
| 2024 | Dragfox                                           |                                           | Gingersnap a Raposa       | Papel de voz; curta-metragem                 |
| 2026 | Avengers: Doomsday                                |                                           | Erik Lehnsherr / Magneto  | Filmando                                     |
| TBA  | The Christophers                                  |                                           | TBA                       | Filmando                                     |

### Televisão
| Ano        | Título                              | Papel                            | Notas                              |
| ---------- | ----------------------------------- | -------------------------------- | ---------------------------------- |
| 1964       | The Indian Tales of Rudyard Kipling | Plowden                          | Episódio The Tomb of His Ancestors |
| 1989       | Countdown to War                    | Adolf Hitler                     | Telefilme                          |
| 1996       | Rasputin: Dark Servant of Destiny   | Nicolau II                       | Telefilme                          |
| 2003       | The Simpsons                        | Ele mesmo                        | Episódio The Regina Monologues     |
| 2005       | Coronation Street                   | Mel Hutchwright / Lionel Hipkiss | 10 episódios                       |
| 2006       | Extras                              | Ele mesmo                        | Episódio Sir Ian McKellen          |
| 2008       | King Lear                           | Rei Lear                         | Telefilme                          |
| 2012       | Doctor Who                          | Grande Inteligência              | Episódio The Snowmen / voz         |
| 2013- 2016 | Vicious                             | Freddie Thornhill                | 14 episódios                       |
| 2013       | The Five(ish) Doctors Reboot        | Ele mesmo                        |                                    |
| 2015       | The Dresser                         | Norman                           | Telefilme                          |
| 2018       | Family Guy                          | Dr. Cecil Pritchfield            | Episódio Send in Stewie, Please    |

### Jogos eletrônicos
| Ano  | Título                                                                         | Papel   | Notas |
| ---- | ------------------------------------------------------------------------------ | ------- | ----- |
| 2002 | The Lord of the Rings: The Two Towers                                          | Gandalf |       |
| 2003 | The Lord of the Rings: The Return of the King                                  | Gandalf |       |
| 2004 | The Lord of the Rings: The Third Age                                           | Gandalf |       |
| 2004 | The Lord of the Rings: The Battle for Middle Age                               | Gandalf |       |
| 2006 | The Lord of the Rings: The Battle for Middle Age II The Rise of the Witch-King | Gandalf |       |